# Linia kolejowa nr 321
Linia kolejowa nr 321 – nieczynna linia kolejowa w Polsce, która rozpoczynała swój bieg na stacji Grodków Śląski na terenie województwa opolskiego, natomiast jej koniec umiejscowiony był na stacji Głęboka Śląska, na terenie województwa dolnośląskiego, gdzie linia ta łączyła się z linią kolejową nr 304 Brzeg – Łagiewniki Dzierżoniowskie. Była to linia jednotorowa, o szerokości torów 1435 mm, niezelektryfikowana.
Obecnie linia jest nieczynna, a większość jej torów została rozebrana. 

## Historia linii
- 15 grudnia 1891 roku – otwarcie linii,
- 20 sierpnia 1987 roku – zamknięcie dla ruchu pasażerskiego i towarowego odcinka Grodków Śląski – Przeworno,
- 28 maja 1989 roku – zamknięcie odcinka Przeworno – Głęboka Śląska dla ruchu pasażerskiego,
- 1 stycznia 2000 roku – zamknięcie odcinka Przeworno – Głęboka Śląska dla ruchu towarowego,
- 6 listopada 2002 roku – decyzja o likwidacji linii,
- 28 lutego 2006 roku – początek rozbiórki linii od strony Grodkowa.